# Merriam-Webster
Merriam-Webster Inc. (conocida hasta 1982 como G. & C. Merriam Company), de Springfield (Massachusetts), es una editorial estadounidense que publica libros de referencia, sobre todo diccionarios, que tienen su origen en el diccionario An American Dictionary of the English Language, de Noah Webster, publicado a su vez en 1828.
Aunque el término Merriam-Webster se utiliza como un genérico para cualquier diccionario de la editorial, entre sus publicaciones se encuentran el Merriam-Webster's Collegiate Dictionary, Eleventh Edition y Webster's Third New International Dictionary, Unabridged.
Desde 1964, Merriam-Webster Inc. es filial de Encyclopædia Britannica, Inc.

## Orígenes
Tras la publicación de su primer diccionario, A Compendious Dictionary of the English Language en 1806, Noah Webster comenzó, en 1807, a preparar An American Dictionary of the English Language, y lo terminó 18 años más tarde, en 1825. Publicado en 1828, se vendieron 2.500 copias. 

### Versiones
En 1843, los hermanos George y Charles Merriam, compraron los derechos de la segunda edición del diccionario (1840) y publicaron una edición revisada en 1847.

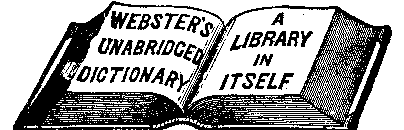
Webster’s Unabridged Dictionary - publicidad de 1888.

 Tras una revisión exhaustiva realizada por el etimólogo alemán C. A. F. Mahn, en la cual se eliminaron las etimologías insostenibles relacionadas con la Biblia que Webster había incluido en sus versiones, vio la luz en 1884 el Webster’s Unabridged Dictionary (también conocido como la edición Webster–Mahn).
La edición de 1890 se publicó con el título Webster's International. 
En 1996, la editorial Merriam-Webster lanzó su sitio web, que incluye la versión en línea del Merriam–Webster's Collegiate Dictionary.

## Otros usos
Tras una serie de pleitos legales en el siglo XX, los tribunales decidieron que el término Webster pertenecía al dominio público, y a partir de entonces cualquier editorial podrá usarlo en el título de su publicación. Este fue uno de los motivos por el cual la empresa cambió su nombre en 1982. Así, a pesar de las protestas de Merriam-Webster, en 1991 el Random House Dictionary of the English Language se reeditó con el título Random House Webster's Unabridged Dictionary. La editorial Random House, que pertenece a Bertelsmann AG, también edita el Webster's Universal College Dictionary.
Asimismo, desde 1999, John Wiley & Sons edita el Webster's New World Dictionary of the American Language. Además, el Microsoft's Encarta World English Dictionary (1999) ha sido reeditado con el título Encarta Webster's Dictionary: Second Edition (2004).